# Штейнфельд, Ханс-Вильхельм
Ханс-Вильхельм Штейнфельд (норв. Hans-Wilhelm Steinfeld, 29 марта 1951, Берген) — норвежский журналист, историк, писатель и радиоведущий. Он работает в Норвежской вещательной корпорации (NRK) и специализируется на России. Штейнфельд работал в качестве корреспондента NRK в Москве в 1980—1984, 1988—1994, 2000—2003 годах и вновь с 2010 года. Будучи замечен и признан как журналист международного класса, особо стал известен благодаря своим интервью с М. С. Горбачёвым, Б. Н. Ельциным и Н. И. Рыжковым, взятым в 1991—1994 годах. Деятельность Ханса-Вильхельма Штейнфельда как историка связана с темой антисемитизма в широкой перспективе; занимался также историей дискуссий о маргинализации нацизма. Получил литовскую Медаль Памяти 13 января за свою журналистскую деятельность в связи с событиями в Вильнюсе в 1991 году.

## Образование
После окончания Бергенской кафедральной школы в 1970 году продолжил учёбу в Бергенском университете по специальности история, изучая в том числе русский язык и обществоведение. По окончании в 1977 году получил степень candidatus philologiæ. Учился также в Оксфорде, Москве и на Северном Кавказе, где и познакомился с Михаилом Горбачёвым.

## Карьера
С 1976 года Штейнфельд работал в вечерней новостной программе NRK Dagsrevyen; в 1980 году впервые был отправлен в Москву в качестве корреспондента, где пробыл до 1984 года. Следующие четыре года он проработал иностранным корреспондентом для Dagsrevyen, специализируясь по Восточной Европе. В 1988—1994 годах Штейнфельд опять работает в Москве, особенно известными становятся его интервью с Ельциным во время августовского путча и репортажи о событиях января 1991 года в Литве, непосредственным свидетелем которых он являлся.
С 1994 по 1999 годы Штейнфельд работал ведущим, соредактором, помощником редактора новостей и самим редактором новостей в NRK, возглавляя в том числе новостную программу NRK Dagsrevyen. В связи с Косовской войной в 1999 году некоторое время находился на Балканах. После своего третьего пребывания в Москве (2000—2003 годы) он стал работать на радио NRK, в том числе ведущим еженедельной новостной программы Dagsnytt Atten, выступая иногда и в качестве репортёра. В декабре 2004 года описал в репортаже то, как со своей семьёй спасался от цунами в Таиланде, где отдыхал.
В январе 2005 года в крупнейшей норвежской газете Aftenposten Штейнфельд опубликовал статью «Антисемитизм, тёмное пятно польской истории». Она явилась ответом на протест польского посла в Норвегии, опубликованный в этой же газете несколькими днями ранее и направленный против слов самого Штейнфельда о «польских нацистах и антисемитах во Львове» на портале NRK. В своей статье, которую он позже расширил и дополнил ссылками, журналист писал о деятельности «польских нацистов» во Львове и о Юзефе Пилсудском как о «фашистском диктаторе и антисемите». Статья вызвала неоднозначную реакцию и привела среди прочего к оскорблениям автора не только в Польше, но и в самой Норвегии.
Летом 2010 года Штейнфельд опять отправился в качестве корреспондента в Москву.

## Личная жизнь
Родился в семье менеджера Германа Штейнфельда (род. в 1921 году) и клерка Огот Йоханне Холанн (род. в 1921 году). 1 сентября 1986 года женился на Юлии Феркис (род. в 1963 году). Является братом известного бергенского адвоката Дага Штейнфельда.

## Награды
- Skandinaviska Journalistpriset (1989)
- Narvesenprisen (1990)
- Cappelenprisen (1990)
- Медаль Памяти 13 января (1992)